# フェリックス・コレイア
フェリックス・コレイア（Félix Correia，2001年1月22日 - ）は、ポルトガル・リスボン県リスボン出身のサッカー選手。リーグ・アン・LOSCリール所属。ポジションはフォワード。

## 経歴

### クラブ
スポルティングCPの下部組織出身で、2019年8月6日、マンチェスター・シティFCへ移籍した 。
2019年8月21日、AZアルクマールにレンタル移籍した。リザーブチームのヨングAZでプレーし、リーグ戦23試合に出場して3ゴール5アシストを記録した。
2020年6月30日、 セリエC・U-23ユヴェントスFCへ移籍した。移籍金は1050万ユーロ。同時にユヴェントスからマンチェスター・シティにパブロ・モレノが移籍金1000万ユーロで移籍し、実質的なトレードとなった。2021年5月2日、セリエAのウディネーゼ戦に83分にフアン・クアドラードとの交代で、トップチームデビューを果たした。
2021-22シーズンはパルマへレンタル移籍した。2023年1月31日、シーズン終了までの半年間、CSマリティモへレンタル移籍した。2023年8月22日、ジル・ヴィセンテFCへの1年間のレンタル移籍が発表された。
2025年7月17日、LOSCリールに4年契約で移籍した。